# Herbert Meyer (Jurist)
Herbert Oskar Meyer (* 10. Februar 1875 in Breslau; † 6. März 1941 in Berlin) war ein deutscher Rechtswissenschaftler und Rechtshistoriker.

## Leben
Herbert Meyer wurde als Sohn des Physikers Oskar Emil Meyer und der Antonie Stosch geboren. Seine jüngeren Brüder waren der Historiker Arnold Oskar Meyer (1877–1944) und der Geologe Oskar Erich Meyer (1883–1939). Sein Vater lehrte als Professor an der Universität Breslau.
Herbert Meyer studierte zwischen 1893 und 1899 germanische Philologie an den Universitäten in Straßburg und Breslau. In Breslau ab 1895 konzentrierte er sich auf Jura, worin er kurz nach dem Referendarexamen auch am 12. März 1900 promoviert wurde. Nach seiner Habilitation am 7. Februar 1903 war er in Breslau Privatdozent für deutsches Recht, wechselte dann für die Jahre 1904–1906 als außerordentlicher Professor an die Friedrich-Schiller-Universität Jena.
Zum 1. Oktober 1906 kehrte Meyer als ordentlicher Professor nach Breslau zurück. Ab 1918 lehrte er an der Georg-August-Universität Göttingen, deren Rektor er 1929–1930 war. 1937 folgte er einer Berufung nach Berlin. 1921 wurde er zum ordentlichen Mitglied der Göttinger Akademie der Wissenschaften gewählt. Seit 1930 war er Mitglied der Preußischen Akademie der Wissenschaften. 1933 gehörte er zu den Gründungsmitgliedern der nationalsozialistischen Akademie für Deutsches Recht Hans Franks. 1934 wurde er als korrespondierendes Mitglied in die Sächsische Akademie der Wissenschaften aufgenommen.
Seit 1904 war Meyer mit Toni Schauenburg verheiratet, die Ehe blieb kinderlos.

## Werk
Noch vor der Habilitation über die Geschichte des Pfandrechts hatte der auf Rechtsgeschichte spezialisierte Meyer 1902 eine wichtige Arbeit zum germanischen Fahrnisverfolgungsrecht vorgelegt. Mit seinen Ergebnissen daraus, die er immer wieder erweiterte, hat er auch die Rechtsdogmatik des geltenden Rechts beeinflusst.
In der zweiten Phase seines Schaffens griff Meyer auf sein Dissertationsthema zurück und arbeitete verstärkt zum Familienrecht. Besonders das Mutterrecht sowie das Verhältnis zwischen Friedelehe und Muntehe beschäftigten ihn.
Der Wert von Meyers Arbeiten aus seinem letzten Lebensjahrzehnt gilt als durch seine Hinwendung zum Nationalsozialismus beeinträchtigt, die auf seine „Sehnsucht nach einer ‚wahren Volksgemeinschaft‘“ (Gerhard Grill) zurückgeführt wird.

## Werke
- Recht und Volkstum. Weimar: Böhlau, 1933.
- Das Handgemal als Gerichtswahrzeichen des freien Geschlechts bei den Germanen: Untersuchungen über Ahnengrab, Erbhof, Adel u. Urkunde (Forschungen zum deutschen Recht); Bd. 1, Heft 1 der Schriften der Akademie für deutsches Recht, Gruppe 5: Rechtsgeschichte. Weimar: Böhlau, 1934.
- Das Mühlhäuser Reichsrechtsbuch aus dem Anfang des 13. Jahrhunderts: Deutschlands ältestes Rechtsbuch nach den altmittelalterlichen Handschriften herausgegeben, eingeleitet und übersetzt. zweite Auflage. Weimar: Böhlaus Nachfolger, 1934.
- Rasse und Recht bei den Germanen und Indogermanen (Forschungen zum deutschen Recht); Bd. 2, Heft 3 der Schriften der Akademie für deutsches Recht, Gruppe 5: Rechtsgeschichte. Weimar: Böhlau, 1937.
- Ehe und Eheauffassung der Germanen. Weimar: Böhlau, 1940.